# Attentat manqué de Cornellà de Llobregat en 2018
Le lundi 20 août 2018, un homme a été abattu par les Mossos d'Esquadra dans le vestibule du commissariat à Cornellà de Llobregat (province de Barcelone). Le terroriste avait pour objectif de poignarder des civils. L'incident a été traité comme une « attaque terroriste isolée ».

## Contexte
Comme principal précédent d'une attaque terroriste dans la ville de Barcelone, il y a eu les attentats de Catalogne de 2017, qui ont fait au moins 16 morts et plus de 150 blessés. Avant cela, l'Espagne avait subi une série d'attentats en 2004 dans différents points du réseau Cercanías de Madrid, causant 193 morts et plus de 1800 blessés. Et avant le XXIe siècle, il y avait eu l'attentat du restaurant El Descanso en 1985.
D'autre part, en parlant d'arrestations de djihadistes en Espagne, depuis les attentats de 2004 Madrid, jusqu'aux faits arrivés à Cornellà, les forces de sécurité ont arrêté en Espagne près de 770 personnes et 102 autres dans des opérations dans autres pays liés avec des cellules djihadistes. Selon des données du Ministère de l'Intérieur, ces arrestations ont eu lieu en 253 opérations policières menées à terme en Espagne et 35 en dehors du territoire espagnol. 

## Faits
Vers 5 h 45 du matin heure locale, le lundi 20 août  2018, un homme se présente aux portes du commissariat des Mossos d'Esquadra, à Cornellà de Lobregat, avec l'objectif de "leur parler". Une agent qui était dans l'entrée lui a ouvert la porte du commissariat, dès lors, l'homme s'élance sur elle en criant "Allahu Akbar" (=Allah est grand) et autres expressions en arabe, en tenant un grand couteau avec l'objectif de la poignarder. L'agent a enlevé son arme et il a tiré sur le terroriste en lui enlevant la vie.
Quelques heures plus tard, la police catalane a annoncé que l'incident était considéré comme un acte terroriste en raison des phrases en arabes du terroriste, son objectif meurtrier et le niveau d'alerte terroriste en Espagne.
L'État Islamique a publié dans un communiqué, trois jours avant de l'attaque à Cornellà, sa volonté de s'en prendre aux unités de police espagnoles.

## Auteur

### Profil
Le terroriste a été identifié par la police comme étant Abdelouahab Taib, né le 22 avril 1989 en Algérie. Il vivait dans le quartier de La Gavarra (es), à Cornellà de Llobregat, depuis environ deux ans. D'autre part, l'ex-épouse du terroriste a dit à la police que Taib était homosexuel et de religion musulmane et que son orientation sexuelle était le motif de l'écart de tous les deux en 2017. Il a aussi mentionné qu'il avait des intentions de suicide.

### Motivations
L'ex conjointe de Abdelouahab Taib, a mentionné à la police catalane que le terroriste pourrait avoir perpétré l'attentat en voulant effectuer un possible suicide. Ce « suicide » serait motivé par sa honte d'être homosexuel en étant de confession musulmane. Elle soutient sa théorie en mentionnant que dans diverse occasions, le suspect lui y avait dit qu'il qu'avait l'intention de se suicider.
Pourtant, les Mozos d'Esquadra ont fait connaître que Abdelouahab Taib avait consulté de nombreux contenus de production djihadistes avant l'attaque. Deux ont été récupéré de la mémoire de son téléphone mobile pendant la fouille de son logement. Il s'agit d'une ancienne vidéo de Al-Qaïda et quelques images de l'État Islamique sur les conséquences des bombardements à population musulmane.

## Réactions et conséquences

### Sécurité
- Le porte-parole du SPC, David Miquel, a demandé au conseiller d'Intérieur, Miquel Buch, d'adopter des mesures urgentes pour garantir la sécurité des agents et des commissariats. Il a également demandé que tous les Mozos utilisent des pistolets à impulsion électriques.
- La police catalane a ordonné la fermeture, par sécurité, du commissariat attaqué.
- Les Mozos d'Esquadra ont évacué  quelques logements voisins du lieu où résidait le terroriste et ont aussi établi un périmètre de sécurité dans quelques rues autour du lieu.
- Quim Torra, Président de la Généralité de la Catalogne, a présidé, accompagné par le conseiller d'Intérieur, Miquel Buch, la réunion du Cabinet Antiterroriste, que s'est tenue dans le siège du département d'Intérieur dans la ville de Barcelone.
- Le ministère de l'Intérieur espagnol a confirmé le maintien de l'alerte terroriste du niveau 4 sur 5.